# Warri Townshipstadion
Het Warri Townshipstadion is een multifunctioneel stadion in Warri, Nigeria. Het stadion wordt vooral gebruikt voor voetbalwedstrijden, de voetbalclub Warri Wolves FC maakt gebruik van dit stadion. Tevens kan dit stadion voor atletiekwedstrijden gebruikt worden. In het stadion is plaats voor 20.000 toeschouwers.

## Toernooien
In 2006 werd dit stadion gebruikt voor het Afrikaans kampioenschap voetbal voor vrouwen, dat toernooi werd van 28 oktober tot en met 11 november in Nigeria gehouden. In dit stadion werden 3 groepswedstrijden, de halve finale tussen Nigeria en Kameroen (5–0) en de finale tussen Nigeria en Ghana (1–0) gespeeld. In 2013 werd in dit stadion het Afrikaans jeugdkampioenschap atletiek georganiseerd.